# 空飛ぶ牧師
空飛ぶ牧師（そらとぶぼくし、原題：Flying Padre）は、1951年に制作されたスタンリー・キューブリックの2作目の短編白黒ドキュメンタリー映画。映画は9分の長さで、キューブリックがRKOの最初の短編映画、拳闘試合の日(1951)の直後に完成させた。スタジオはスクリーンライナーシリーズの一編として計画を提供した。

## 概要
主題にある牧師、ニューメキシコ州の田舎のカトリック司祭、フレッド・シュタットミューラー神父は、「空飛ぶ神父」として、航空機のパイパー カブ(聖ヨセフの精神と名付けられた)に乗り、信者がいる非常に遠い4,000平方マイルの教区へ、孤立した集落から別の集落へと移動していた。
映画では彼の日常生活の中の2日間が撮影され、精神的な指導を施し、告別のミサ、司祭館での朝食の日課のような彼の人生の一辺が垣間見える。彼の日々には、牧場の労働者の葬儀や、口論している2人の若い信者の相談が含まれている。クライマックスでは「空飛ぶ神父」は、病気の子供とその母親を病院に送る即興航空救急車としても運行していた。
途中、人々の顔のクローズアップが多用され、病院に送るシーンでは短いカットの連続で緊張感を高めている。

## 出演
- ボブ・ヒテ - ナレーター (声)
- フレッド・シュタットミューラー
- ペドロ

## 制作
キューブリックが最初の短編映画で自主制作「拳闘試合の日」を1951年にRKOに4,000ドル(100ドルの利益を得る)で売却した後、同社は23歳の映画製作者のお金を進めて支援プロジェクトを行った。 彼は元々、題を「スカイパイロット」としたかったが、スタジオはそれを好まなかった。
また、CBSアナウンサーのボブ・ヒテによってナレーションされた。

## 完成後
1969年のインタビューで、キューブリックは「拳闘試合の日」を「ばかげたこと」と呼んだ。しかし、本作品は映画監督として新進の彼のキャリアの中では重要な象徴であった。「この時、私は映画製作にフルタイムで取り組むため、ルックでの仕事を正式に辞めたのです」と述べている。